# Bruno Habārovs
Bruno Habārovs (ur. 30 kwietnia 1939 w Rydze, zm. 29 sierpnia 1994 tamże) – łotewski szpadzista reprezentujący ZSRR, dwukrotny brązowy medalista olimpijski i pięciokrotny medalista mistrzostw świata.
W 1959 roku zdobył mistrzostwo świata juniorów.
Podczas mistrzostw świata w Budapeszcie w 1959 roku zdobył złoty medal indywidualnie, wyprzedzając Brytyjczyka Allana Jaya i Włocha Giuseppe Delfino. Parę dni później wspólnie z Arnoldem Czernuszewiczem, Walentinem Czernikowem, Guramem Kostawą i Witalijem Chodosowskim zdobył srebrny medal w zawodach drużynowych. W rywalizacji drużynowej zdobył także złoty medal na mistrzostwach świata w Turynie (1961) oraz brązowe na mistrzostwach świata w Buenos Aires (1962) i mistrzostwach świata w Paryżu (1965).
Na igrzyskach olimpijskich w Rzymie w 1960 roku wywalczył brązowy medal w turnieju indywidualnym. W rundzie finałowej zdobył tyle samo punktów co Węgier József Sákovics; w walce barażowej o brązowy medal wygrał z Sákovicsem 8:7. Na tej samej imprezie reprezentacja ZSRR w składzie: Guram Kostawa, Bruno Habārovs, Arnold Czernuszewicz, Walentin Czernikow i Aleksandr Pawłowski zdobyła brązowy medal. Na rozgrywanych cztery lata później igrzyskach olimpijskich w Tokio w turnieju indywidualnym odpadł w ćwierćfinałach, a w zawodach drużynowych był siódmy.
W latach 1958 i 1960 zdobywał indywidualne mistrzostwo ZSRR.
Po zakończeniu kariery pracował jako trener. 